# Canal de Moror
La Canal de Moror és un barranc dels termes municipals de Castell de Mur, dins de l'antic terme de Guàrdia de Tremp, en territori del poble de Cellers, i de Sant Esteve de la Sarga, en terres de Moror.
Es forma al vessant nord-oriental del Tossal de l'Osca, i davalla pel vessant septentrional del Feixà de la Guineu. La major part del seu curs està situat a prop de l'extrem sud-occidental del terme municipal, a prop del límit dels dos municipis, però es forma prop de la carena del Montsec d'Ares, en terme de Sant Esteve de la Sarga. Discorre de forma quasi recta de sud-oest a nord-est.